# J. Miles Dale
J. Miles Dale é um produtor de cinema estadunidense. Conhecido por All-American Girl: The Mary Kay Letourneau Story e Mama, foi indicado ao Oscar de melhor filme na edição de 2018 pela realização da obra The Shape of Water, ao lado de Guillermo del Toro.